# Halowe Mistrzostwa Świata w Lekkoatletyce 2010 – bieg na 800 m kobiet
Bieg na 800 m kobiet – jedna z konkurencji rozgrywanych podczas 13. Halowych Mistrzostw Świata w hali Aspire Dome w Dosze.
Wymagane minimum A do udziału w mistrzostwach świata wynosiło 2:04,00 (uzyskane w hali), bądź – 2:00,00 (na stadionie). Eliminacje odbyły się 12 marca, a finał zaplanowano na ostatni dzień mistrzostw. W konkurencji tej startowała jedna reprezentantka Polski – Angelika Cichocka. Polka zajęła 3. miejsce w swoim biegu eliminacyjnym, czas jaki uzyskała (2:01,00) dawał jej pewien awans do biegu finałowego, Cichocka została jednak zdyskwalifikowana za wymuszanie na rywalce zmiany toru biegu. Polska ekipa złożyła protest, komisja odwoławcza utrzymała jednak w mocy decyzję o dyskwalifikacji Polki.

## Terminarz
| Data          | Godzina | Runda      |
| ------------- | ------- | ---------- |
| 12 marca 2010 | 10:30   | Eliminacje |
| 14 marca 2010 | 17:15   | Finał      |

## Rezultaty
| Poz. – pozycja \| CR – rekord mistrzostw \| NR – rekord kraju                                      |
| PB – rekord życiowy \| SB – najlepszy wynik w sezonie \| X – próba spalona \| – – pominięcie próby |

### Eliminacje
W rundzie eliminacyjnej zawodniczki podzielono na dwie grupy. Do finału awansowały bezpośrednio 2 pierwsze zawodniczki z każdego biegu (Q) oraz dodatkowo 2, które we wszystkich pozostałych biegach uzyskały najlepsze czasy wśród przegranych (q).
| Pozycja | Bieg | Zawodniczka          | Reprezentacja     | Czas    | Uwagi |
| ------- | ---- | -------------------- | ----------------- | ------- | ----- |
| 1       | 2    | Jennifer Meadows     | Wielka Brytania   | 2:00,39 | Q     |
| 2       | 2    | Maria Sawinowa       | Rosja             | 2:00,95 | Q     |
| 3.      | 2    | Alysia Montaño       | Stany Zjednoczone | 2:01,55 | q     |
| 4.      | 2    | Eglė Balčiūnaitė     | Litwa             | 2:02,37 | q PB  |
| 5.      | 1    | Anna Pierce          | Stany Zjednoczone | 2:03,05 | Q     |
| 6.      | 1    | Lenka Masná          | Czechy            | 2:03,59 |       |
| 7.      | 1    | Halima Hachlaf       | Maroko            | 2:03,81 |       |
| 8.      | 1    | Julija Krewsun       | Ukraina           | 2:03,91 |       |
| 9.      | 2    | Natalija Lupu        | Ukraina           | 2:04,30 |       |
| 10.     | 1    | Élian Périz          | Hiszpania         | 2:04,71 |       |
| 11.     | 1    | Victoria Griffiths   | Jamajka           | 2:04,90 |       |
| 12.     | 1    | Wiktorija Jałowcewa  | Kazachstan        | 2:05,68 |       |
| 13.     | 2    | Margarita Macko      | Kazachstan        | 2:06,36 |       |
| –       | 2    | Angelika Cichocka    | Polska            | DSQ     |       |
| –       | 2    | Elisa Cusma Piccione | Włochy            | DNS     |       |
| –       | 1    | Jewgienija Zinurowa  | Rosja             | 2:03,44 | DSQ   |

### Finał
| Pozycja | Zawodniczka         | Reprezentacja     | Czas    | Uwagi |
| ------- | ------------------- | ----------------- | ------- | ----- |
|         | Maria Sawinowa      | Rosja             | 1:58,26 | WL    |
|         | Jennifer Meadows    | Wielka Brytania   | 1:58,43 | NR    |
|         | Alysia Montaño      | Stany Zjednoczone | 1:59,60 | PB    |
| 4       | Anna Pierce         | Stany Zjednoczone | 2:00,53 | PB    |
| 5       | Eglė Balčiūnaitė    | Litwa             | 2:01,37 | NR    |
| –       | Jewgienija Zinurowa | Rosja             | 2:01,68 | DSQ   |